# Théâtre de la Résidence (Dresde)
Le Théâtre de la Résidence était un théâtre de Dresde. Avec le Nesmüllersche Sommertheater, le Théâtre central (de), le Komödienhaus sur Reitbahnstraße et le Théâtre Albert (de), c'était l'un des cinq théâtres privés importants de la ville.

## Histoire
Le Théâtre de la Résidence est construit de 1871 à 1872 par Franz Albert Stock (de), Hugo Schönherr (de) et Richard Weise (de) pour Oswald Baumgart dans le style du Théâtre-Lyrique de Paris. Oswald donne au théâtre le nom de sa femme Herminia-Theater, le lieu reçoit le nouveau nom de Théâtre de la Résidence en 1879 sous la direction artistique d'Engelbert Karl (de). L'inauguration du théâtre a lieu en mai 1872.
Le théâtre d'une superficie de 1 200 mètres carrés accueille 1 118 spectateurs. On joue principalement des opérettes et des comédies, les metteurs en scène changent fréquemment. Le théâtre est rénové en 1902. L'intérieur reçoit une nouvelle peinture en blanc et or et le rideau de scène est peint avec une représentation d'Apollon et de Terpsichore. Un nouveau système d'éclairage est installé.
En raison de la crise économique mondiale, cependant, les investissements nécessaires ne sont pas réalisés, le théâtre doit être fermé par les autorités de construction en 1934 et vendu aux enchères. Le bâtiment sert alors d'entrepôt. Il est détruit lors du bombardement de Dresde en 1945 et les ruines sont dégagées.

## Architecture
Le Théâtre de la Résidence se situe dans le développement fermé de la Pirnaische Vorstadt (de), construit dans une rangée d'immeubles. La façade, qui reprend des motifs individuels du Semperoper, est à trois étages et structurée avec cinq axes de fenêtres. Trois axes de portail ou de fenêtre au rez-de-chaussée ou à l'étage supérieur au milieu de la façade ont des arcs en plein cintre comme extrémité supérieure. Des niches arquées uniaxiales avec des pignons décoratifs flanquent la façade centrale à trois axes. L'auditorium à trois niveaux est arrondi et un dôme enjambe l'espace.

## Représentations
Sous la direction de l'acteur et auteur Hugo Müller (1873-1878), des opérettes de Jacques Offenbach notamment sont présentées au public de Dresde. La technologie scénique sophistiquée et la direction imaginative de Müller rendent la maison attrayante pour les performances d'acteurs invités de premier plan dans les premières années. Dès la première saison, le Strampfer-Theater de Vienne présente Alexander Girardi et Felix Schweighofer. Des performances de Josefine Gallmeyer (1874), Marie Geistinger (1875) et Albin Swoboda (de) (1876) suivent avant que Müller ne remette les opérations à Ferdinand Dessoir. Celui-ci n'occupe le poste d'administrateur que pendant un an.
Le 6 mai 1882, Engelbert Karl, directeur du théâtre depuis 1879, célèbre la 1000e représentation sous sa direction avec Gräfin Dubarry de Carl Millöcker. Cependant, des différences conduisent à sa démission en tant que directeur en 1884. Avec une partie de l'indemnité de départ qu'il avait reçue de Jauner, Franz Steiner reprend le Théâtre de la Résidence pendant un an en 1884 (avec Angelika Strauss, la seconde épouse de Johann Strauss II). En 1885, Steiner prend le Walhalla-Operetten-Theater et se rend à Berlin avec Angelika Strauss. Engelbert Karl est à nouveau directeur artistique.
De nombreuses pièces ont leur première à Dresde au Théâtre de la Résidence, notamment des opérettes de Rudolf Dellinger.
Engelbert Karl meurt en 1891, la maison est désormais dirigée par sa veuve, Magdalena Karl, ainsi que par Carl Friese et Alexander Rotter en tant que vice-directeurs.
Vers 1900, Adele Sandrock (1901) et Josef Kainz (1902) donnent des représentations au théâtre, Emmerich Kálmán lui-même dirige la première à Dresde de Der Zigeunerprimas le 5 décembre 1913. Le directeur artistique se spécialise de plus en plus exclusivement dans les opérettes et retire complètement le théâtre du répertoire à partir de 1912, mais la Première Guerre mondiale entraîne des vides considérables dans l'ensemble. Des pièces glorifiant la guerre sont désormais jouées, après la fin de la guerre, principalement des pièces superficielles, bien en deçà du succès des productions antérieures.
À partir de 1920, le théâtre présente à nouveau des pièces plus exigeantes sur le plan artistique comme Die Fledermaus et ose présenter La Ronde d'Arthur Schnitzler en 1922, bien que la représentation soit sécurisée par la police et interdite aux moins de 30 ans. Le théâtre redevient le principal théâtre d'opérette de Dresde, également parce que le Central-Theater supprime de plus en plus les opérettes de son programme à l'époque. Des premières allemandes rendent le Théâtre de la Résidence attrayant, comme l'opérette Frasquita de Franz Lehár en 1922 et Die gold’ne Meisterin d'Edmund Eysler en 1927. En 1930, Emil Jannings fait une apparition au théâtre.